# Myllocerina
Myllocerina es una subtribu de insectos coleópteros curculiónidos pertenecientes a la subfamilia Entiminae.  

## Géneros
- Arhines – Atmesia – Cyllomerus – Ecmyllocerus – Ectmetaspidus – Emperorrhinus – Epicalus – Eumyllocerus – Euphalia – Holorrhynchus – Matesia – Myllocerops – Neoptochus – Onychophyllobius – Phaylomerinthus – Phyllolytus – Pseudomyllocerinus – Ptochella – Sematia – Sphaeroptochus – Stelorrhinus – Telenica